# Pseudomugil furcatus
El pez ojo-azul horquilla (Pseudomugil furcatus) es una especie de pez actinopterigio de agua dulce.
Su pesca carece de interés, pero por su belleza es comercializado en acuariofilia y común en las tiendas de mascotas.

## Morfología
Cuerpo con unos colores vistosos y una característica cola con aspecto ahorquillado, la longitud máxima descrita de 5 cm en machos y 4 cm en hembras, con dimorfismo sexual. Posee espinas, 4 a 7 en la aleta dorsal y una en la aleta anal.

## Distribución y hábitat
Es una especie de agua dulce tropical, bentopelágico en arroyos con cobertura vegetal gruesa, que prefiere aguas de pH neutro y temperatura entre 24 y 26 °C. Su distribución se encuentra restringida a las tierras bajas del este de Papúa Nueva Guinea donde es un endemismo, si bien se considera que su estado de conservación no es preocupante.